# 雲南市

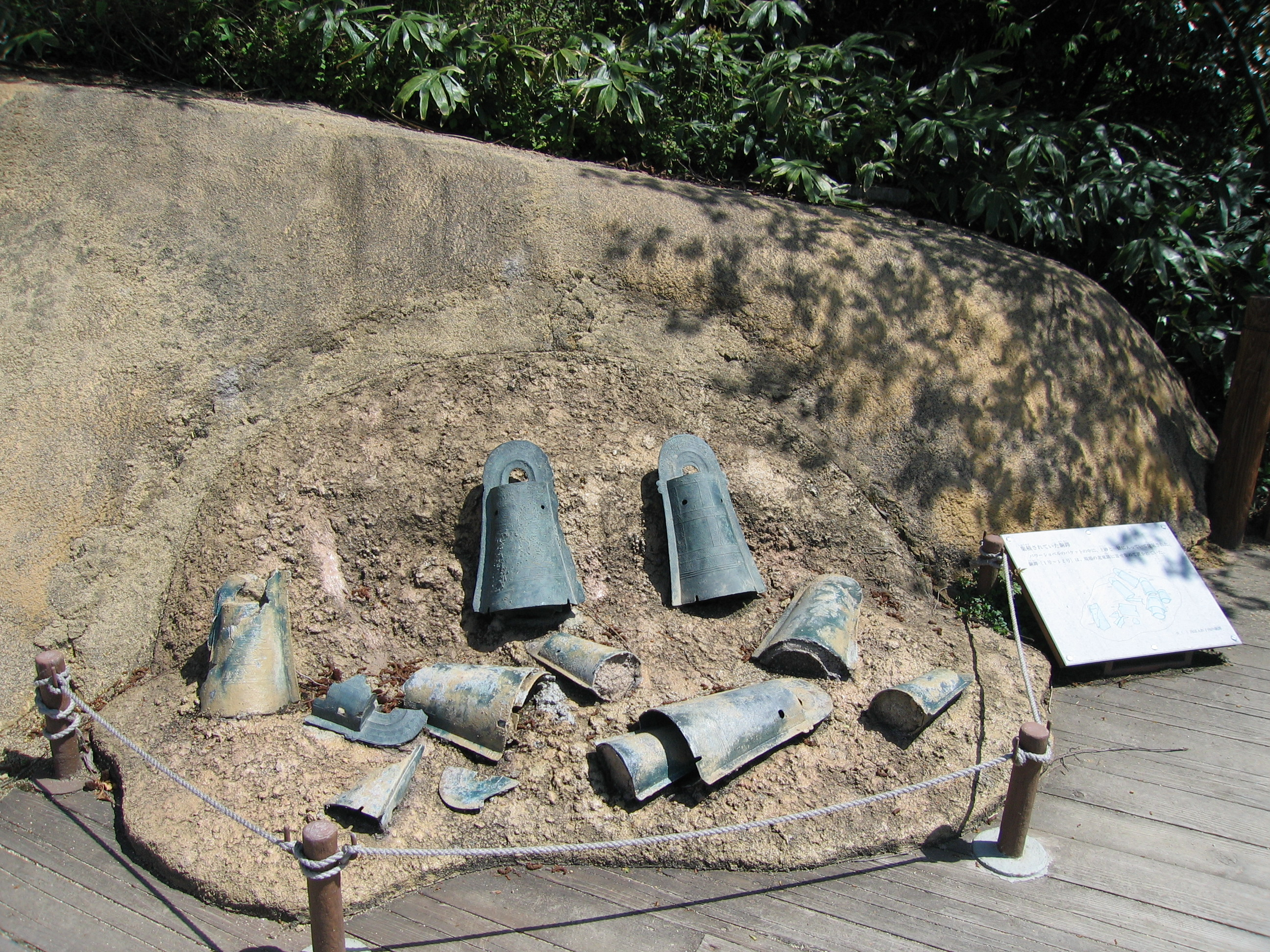
加茂岩倉遺跡

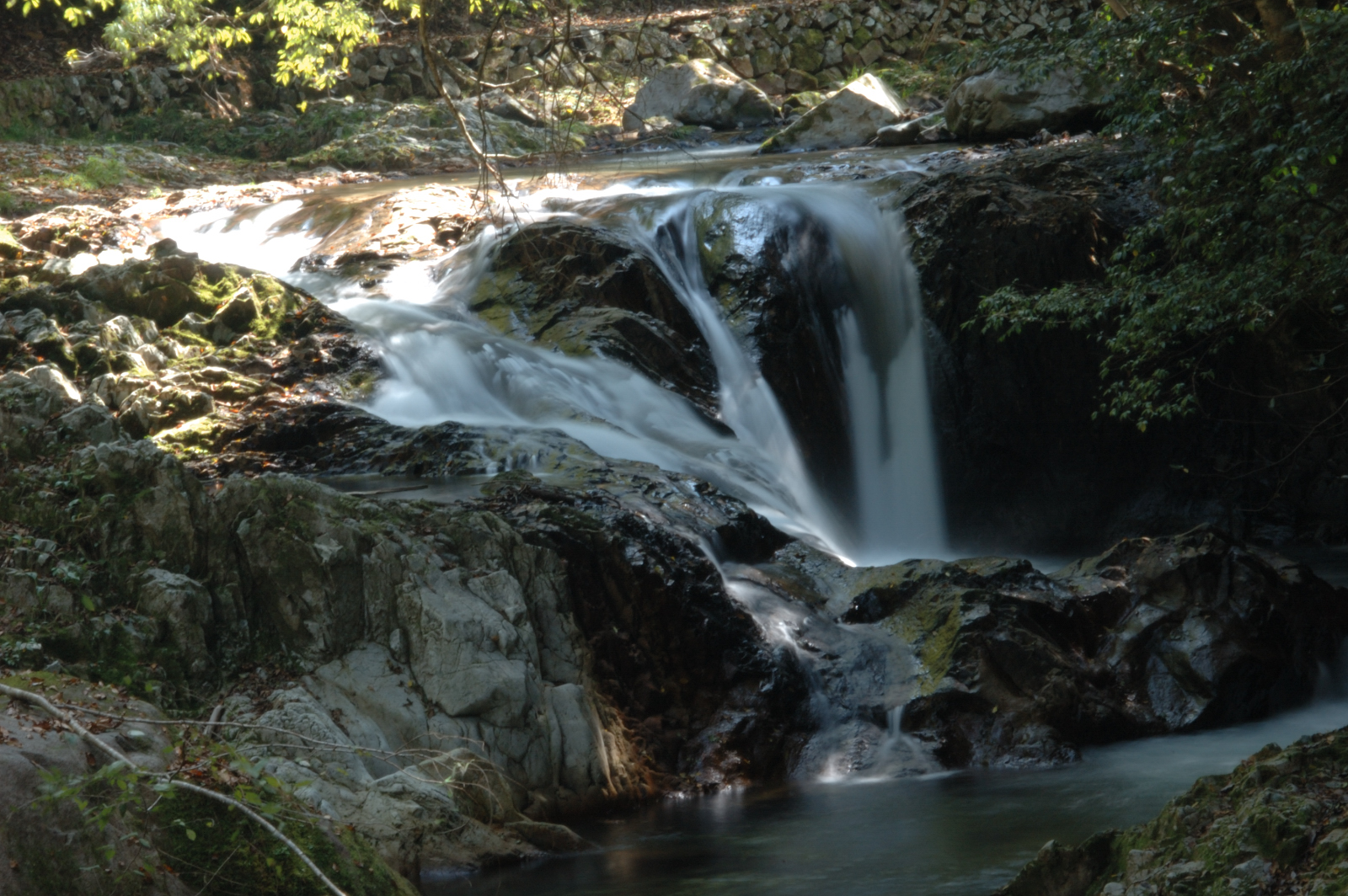
紅葉滝

雲南市（うんなんし）は、島根県東部に位置する市。島根県で最も新しい市 である。
市名は令制国の出雲国南部に位置することに由来する。

## 地理

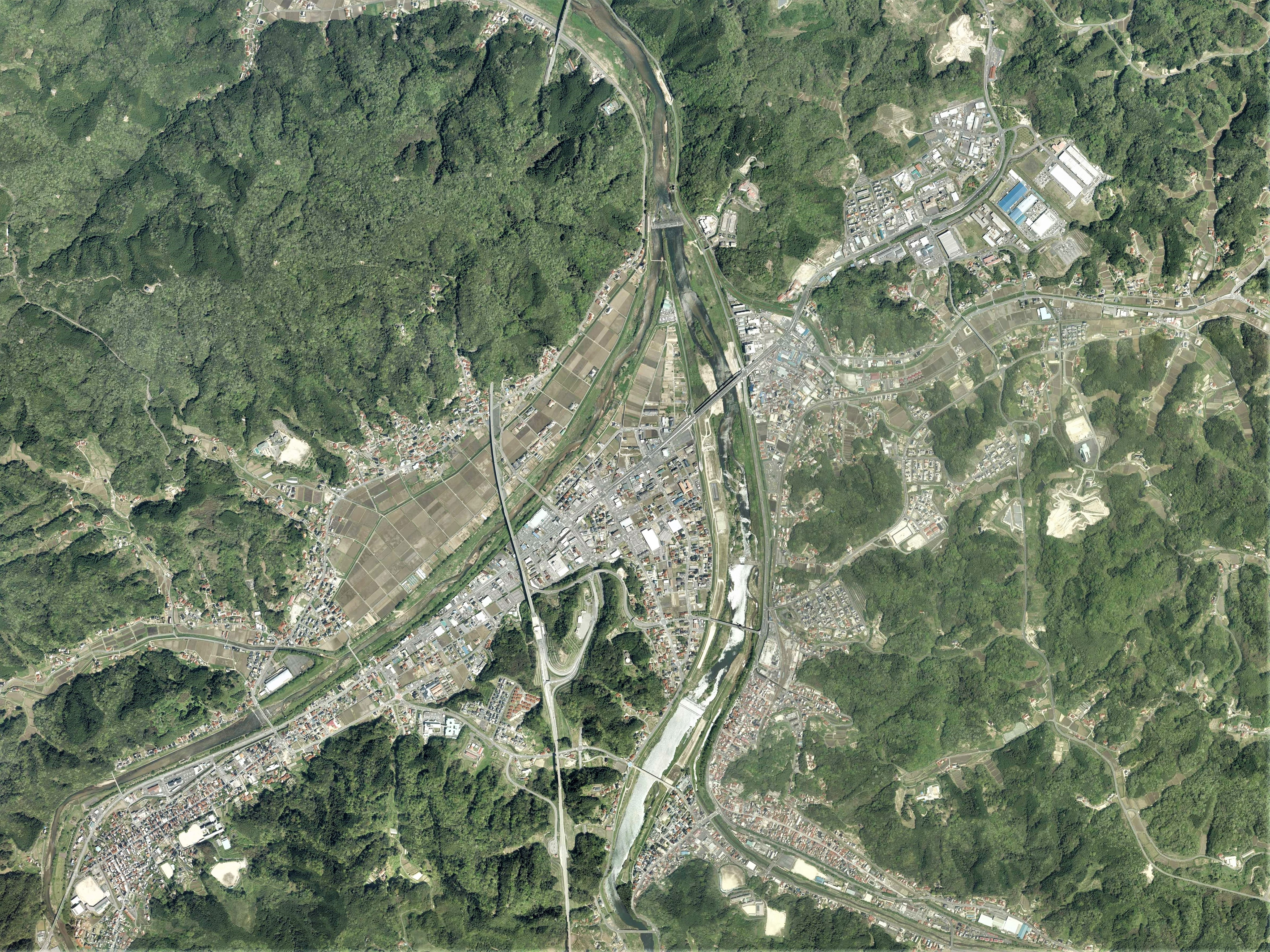
市役所の所在する木次地区と三刀屋地区周辺の空中写真。
2017年4月28日撮影の6枚を合成作成。。

雲南市は島根県東部に位置し、松江市、出雲市、安来市、飯南町、奥出雲町と隣接し、南部は広島県庄原市に隣接している。
総面積は553.4 km2で島根県の総面積の8.3%を占め、その大半が林野である。
松江市と出雲市の南に位置し、両市とは社会的・経済的に大きなつながりがあり、また山陰と山陽を結ぶ主要街道沿いにあり交通の要衝となっている。

### 地形
市の南部は毛無山(1,062m) を頂点に中国山地に至り、北部は出雲平野に続いていることから、市の南北で標高差が大きい。市内には、斐伊川本流と支流の赤川・三刀屋川・久野川、その他の支流である阿用川、吉田川などが流れている。加茂町から大東町、木次町、三刀屋町にかけて、斐伊川と赤川、三刀屋川の合流地点を中心とした平野部が広がっているが、吉田町、掛合町では中国山地に至る広範な山間部を形成している。

### 気候
北部と南部とで標高差があるため、北部の平均気温は14℃前後であるが、南部では12℃から13℃と平均気温にして2℃程度の差が生じる。年間降水量は約1,700mmから1,900mm程度で、冬季には北部でも降雪があり、南部や大東町、木次町の山間部等では降霜や積雪により農作物や交通へ影響が生ずることもある。旧掛合町、旧吉田村は豪雪地帯となっている。
| 掛合（1991年 - 2020年）の気候      | 掛合（1991年 - 2020年）の気候 | 掛合（1991年 - 2020年）の気候 | 掛合（1991年 - 2020年）の気候 | 掛合（1991年 - 2020年）の気候 | 掛合（1991年 - 2020年）の気候 | 掛合（1991年 - 2020年）の気候 | 掛合（1991年 - 2020年）の気候 | 掛合（1991年 - 2020年）の気候 | 掛合（1991年 - 2020年）の気候 | 掛合（1991年 - 2020年）の気候 | 掛合（1991年 - 2020年）の気候 | 掛合（1991年 - 2020年）の気候 | 掛合（1991年 - 2020年）の気候 |
| 月                                 | 1月                           | 2月                           | 3月                           | 4月                           | 5月                           | 6月                           | 7月                           | 8月                           | 9月                           | 10月                          | 11月                          | 12月                          | 年                            |
| ---------------------------------- | ----------------------------- | ----------------------------- | ----------------------------- | ----------------------------- | ----------------------------- | ----------------------------- | ----------------------------- | ----------------------------- | ----------------------------- | ----------------------------- | ----------------------------- | ----------------------------- | ----------------------------- |
| 最高気温記録 °C （°F）             | 17.5 (63.5)                   | 22.2 (72)                     | 26.3 (79.3)                   | 31.0 (87.8)                   | 33.1 (91.6)                   | 34.9 (94.8)                   | 37.1 (98.8)                   | 37.2 (99)                     | 35.6 (96.1)                   | 31.6 (88.9)                   | 26.8 (80.2)                   | 21.3 (70.3)                   | 37.2 (99)                     |
| 平均最高気温 °C （°F）             | 6.3 (43.3)                    | 7.6 (45.7)                    | 11.9 (53.4)                   | 18.2 (64.8)                   | 23.3 (73.9)                   | 26.2 (79.2)                   | 29.6 (85.3)                   | 30.8 (87.4)                   | 26.1 (79)                     | 20.7 (69.3)                   | 15.2 (59.4)                   | 9.1 (48.4)                    | 18.8 (65.8)                   |
| 日平均気温 °C （°F）               | 2.4 (36.3)                    | 3.0 (37.4)                    | 6.3 (43.3)                    | 11.8 (53.2)                   | 16.9 (62.4)                   | 20.6 (69.1)                   | 24.7 (76.5)                   | 25.3 (77.5)                   | 20.8 (69.4)                   | 14.9 (58.8)                   | 9.7 (49.5)                    | 4.8 (40.6)                    | 13.4 (56.1)                   |
| 平均最低気温 °C （°F）             | −0.8 (30.6)                   | −1.0 (30.2)                   | 1.1 (34)                      | 5.5 (41.9)                    | 10.7 (51.3)                   | 15.7 (60.3)                   | 20.8 (69.4)                   | 21.1 (70)                     | 16.6 (61.9)                   | 10.1 (50.2)                   | 5.0 (41)                      | 1.1 (34)                      | 8.8 (47.8)                    |
| 最低気温記録 °C （°F）             | −8.0 (17.6)                   | −9.7 (14.5)                   | −6.4 (20.5)                   | −3.8 (25.2)                   | −0.1 (31.8)                   | 4.9 (40.8)                    | 8.2 (46.8)                    | 13.1 (55.6)                   | 4.0 (39.2)                    | 0.6 (33.1)                    | −2.0 (28.4)                   | −6.5 (20.3)                   | −9.7 (14.5)                   |
| 降水量 mm （inch）                 | 167.0 (6.575)                 | 139.2 (5.48)                  | 155.6 (6.126)                 | 123.2 (4.85)                  | 126.9 (4.996)                 | 186.5 (7.343)                 | 236.0 (9.291)                 | 157.0 (6.181)                 | 234.8 (9.244)                 | 131.2 (5.165)                 | 124.6 (4.906)                 | 170.8 (6.724)                 | 1,952.6 (76.874)              |
| 平均降水日数 （≥1.0 mm）           | 19.2                          | 15.9                          | 15.1                          | 11.4                          | 9.9                           | 11.9                          | 12.9                          | 11.2                          | 12.0                          | 10.5                          | 12.6                          | 18.5                          | 161.2                         |
| 平均月間日照時間                   | 58.0                          | 79.5                          | 136.8                         | 185.0                         | 210.6                         | 153.1                         | 165.9                         | 189.9                         | 137.5                         | 144.7                         | 109.0                         | 65.9                          | 1,635.2                       |
| 出典1：Japan Meteorological Agency |                               |                               |                               |                               |                               |                               |                               |                               |                               |                               |                               |                               |                               |
| 出典2：気象庁                      |                               |                               |                               |                               |                               |                               |                               |                               |                               |                               |                               |                               |                               |

### 隣接している自治体
島根県
- 松江市
- 出雲市
- 安来市
- 飯石郡飯南町
- 仁多郡奥出雲町

広島県
- 庄原市

### 人口
| |                                        |  |
| 雲南市と全国の年齢別人口分布（2005年） | 雲南市の年齢・男女別人口分布（2005年） |  |
| ■紫色 ― 雲南市 ■緑色 ― 日本全国 | ■青色 ― 男性 ■赤色 ― 女性              |  |
| 雲南市（に相当する地域）の人口の推移 \| 1970年（昭和45年） \| 53,655人 \| \| \| 1975年（昭和50年） \| 51,379人 \| \| \| 1980年（昭和55年） \| 51,477人 \| \| \| 1985年（昭和60年） \| 50,981人 \| \| \| 1990年（平成2年） \| 49,612人 \| \| \| 1995年（平成7年） \| 48,248人 \| \| \| 2000年（平成12年） \| 46,323人 \| \| \| 2005年（平成17年） \| 44,403人 \| \| \| 2010年（平成22年） \| 41,917人 \| \| \| 2015年（平成27年） \| 39,032人 \| \| \| 2020年（令和2年） \| 36,007人 \| \| |                                        |  |
| 総務省統計局 国勢調査より |                                        |  |
| 1970年（昭和45年） | 53,655人                               |  |
| 1975年（昭和50年） | 51,379人                               |  |
| 1980年（昭和55年） | 51,477人                               |  |
| 1985年（昭和60年） | 50,981人                               |  |
| 1990年（平成2年） | 49,612人                               |  |
| 1995年（平成7年） | 48,248人                               |  |
| 2000年（平成12年） | 46,323人                               |  |
| 2005年（平成17年） | 44,403人                               |  |
| 2010年（平成22年） | 41,917人                               |  |
| 2015年（平成27年） | 39,032人                               |  |
| 2020年（令和2年） | 36,007人                               |  |

### 地域
旧加茂町地区（北部）
- 屋裏地区 - 加茂町大竹、加茂町延野、加茂町大崎、加茂町猪尾、加茂町東谷、加茂町岩倉、加茂町新宮、加茂町砂子原（加茂町砂子原昭和・加茂町砂子原砂子原上）
- 神原地区 - 加茂町神原、加茂町宇治、加茂町南加茂、加茂町三代（加茂町三代段部）
- 加茂地区 - 加茂町加茂中、加茂町大西（加茂町大西北大西）、加茂町近松、加茂町立原

旧大東町地区（東部）
- 幡屋地区 - 大東町前原、大東町仁和寺、大東町幡屋、大東町遠所
- 春殖地区 - 大東町養賀（大東町養賀下組）、大東町飯田（大東町飯田駅前）、大東町大東下分（大東町大東下分本町）、大東町山田、大東町畑鵯
- 大東地区 - 大東町大東（大東町大東西町・大東町大東西本町・大東町大東北町・大東町大東南本町・大東町大東東町・大東町大東大木原・大東町大東織部）、大東町田中（大東町田中田中下）、大東町新庄（大東町新庄新庄南・大東町新庄新庄西）、大東町金成、大東町清田
- 海潮地区 - 大東町中湯石、大東町北村、大東町須賀、大東町薦澤、大東町山王寺、大東町南村、大東町小河内、大東町刈畑、大東町篠淵、大東町塩田
- 佐世地区 - 大東町上佐世、大東町下佐世、大東町大ケ谷（大東町大ケ谷川筋）、大東町西阿用
- 阿用地区 - 大東町下阿用（大東町下阿用川西・大東町下阿用三峠）、大東町岡村、大東町東阿用（大東町東阿用東上・大東町東阿用宮内）、大東町川井、大東町下久野、大東町上久野

旧木次町地区（中東部）
- 木次地区 - 木次町里方、木次町山方（木次町山方北側）、木次町木次（木次町木次三日市・木次町木次八日市・木次町木次澄水・木次町木次村方）、木次町下熊谷
- 日登地区 - 木次町新市、木次町西日登（木次町西日登吉井・木次町西日登久の元）、木次町上熊谷、木次町東日登、木次町寺領、木次町宇谷
- 温泉地区 - 木次町湯村、木次町平田、木次町北原（木次町北原尾白）

旧三刀屋町地区（中西部）
- 一宮地区 - 三刀屋町伊萱、三刀屋町給下（三刀屋町給下上給下）、三刀屋町古城、三刀屋町高窪
- 三刀屋地区 - 三刀屋町下熊谷、三刀屋町三刀屋（三刀屋町三刀屋東町・三刀屋町三刀屋旭町・三刀屋町三刀屋下町・三刀屋町三刀屋上町・三刀屋町三刀屋下萱原・三刀屋町三刀屋上萱原・三刀屋町三刀屋地王）
- 鍋山地区 - 三刀屋町殿河内、三刀屋町乙加宮、三刀屋町根波別所、三刀屋町里坊
- 飯石地区 - 三刀屋町粟谷、三刀屋町多久和、三刀屋町上熊谷
- 中野地区 - 三刀屋町坂本（三刀屋町坂本森谷）、三刀屋町須所、三刀屋町中野、三刀屋町六重、三刀屋町神代

旧掛合町地区（南西部）
- 多根地区 - 掛合町多根
- 松笠地区 - 掛合町松笠
- 掛合地区 - 掛合町掛合
- 波多地区 - 掛合町入間、掛合町波多、掛合町穴見

旧吉田村地区（南部）
- 田井地区 - 吉田町川手、吉田町深野、吉田町上山、吉田町曽木
- 吉田地区 - 吉田町吉田、吉田町民谷

## 歴史

### 沿革
- 2004年（平成16年）
  - 11月1日 - 大原郡大東町・加茂町・木次町・飯石郡三刀屋町・掛合町・吉田村が新設合併し、雲南市が発足。島根県下で9番目の市制施行[注 1]。同時に大原郡が消滅。
  - 11月21日 - 前加茂町長である速水雄一が無投票で市長選挙に当選し、11月28日就任。
- 2008年（平成20年）
  - 11月9日 - 速水雄一が無投票で雲南市市長に再選。その後、2012年、2016年にも無投票で当選。
  - 11月16日 - 雲南市議会委員一般選挙の開票。
- 2012年（平成24年）4月 - 平成17年から続いていた財政非常事態宣言の解除を発表[6]。
- 2013年（平成25年）3月30日 - 松江自動車道三次東JCT/IC - 吉田掛合IC間開通により、雲南市と三次市・広島市間が高速道路で接続され、所要時間が40分短縮。
- 2020年（令和2年）
  - 11月28日 - 雲南市長選挙で原仁史が無投票で当選し、就任。
  - 12月18日 - 不祥事により市長が辞職[7][8]、吉山治副市長が市長職務代理者に就任。
- 2021年（令和3年）
  - 1月31日 - 雲南市長選挙で元島根県職員の石飛厚志が元市職員の候補を破り、市制施行以来初の選挙戦を制し、初当選し、市長に就任。

### 自治体の変遷
- ここでは、表による自治体の変遷にとどめておく。詳しくは飯石郡及び大原郡を参照。

| 旧 郡    | 明治以前   | 明治以前       | 明治初年 - 明治22年      | 明治22年 4月1日 町村制施行 | 明治22年 - 大正15年         | 昭和元年 - 昭和19年          | 昭和元年 - 昭和19年            | 昭和20年 - 昭和29年   | 昭和20年 - 昭和29年        | 昭和30年 - 昭和64年         | 昭和30年 - 昭和64年               | 平成元年 - 現在        | 現在   |
| -------- | ---------- | -------------- | ------------------------ | -------------------------- | --------------------------- | ---------------------------- | ------------------------------ | --------------------- | -------------------------- | --------------------------- | --------------------------------- | ---------------------- | ------ |
| 飯 石 郡 | 懸合町     | 懸合町         | 懸合町                   | 掛合村                     | 掛合村                      | 掛合村                       | 掛合村                         | 昭和26年4月1日 掛合村 | 昭和26年8月1日 町制 掛合町 | 昭和30年4月1日 掛合町       | 昭和30年4月1日 掛合町             | 平成16年11月1日 雲南市 | 雲南市 |
| 飯 石 郡 | 掛合村     | 掛合村         | 掛合村                   | 掛合村                     | 掛合村                      | 掛合村                       | 掛合村                         | 昭和26年4月1日 掛合村 | 昭和26年8月1日 町制 掛合町 | 昭和30年4月1日 掛合町       | 昭和30年4月1日 掛合町             | 平成16年11月1日 雲南市 | 雲南市 |
| 飯 石 郡 | 多根村     | 多根村         | 多根村                   | 多根村                     | 多根村                      | 多根村                       | 多根村                         | 昭和26年4月1日 掛合村 | 昭和26年8月1日 町制 掛合町 | 昭和30年4月1日 掛合町       | 昭和30年4月1日 掛合町             | 平成16年11月1日 雲南市 | 雲南市 |
| 飯 石 郡 | 松笠村     | 松笠村         | 松笠村                   | 松笠村                     | 松笠村                      | 松笠村                       | 松笠村                         | 昭和26年4月1日 掛合村 | 昭和26年8月1日 町制 掛合町 | 昭和30年4月1日 掛合町       | 昭和30年4月1日 掛合町             | 平成16年11月1日 雲南市 | 雲南市 |
| 飯 石 郡 | 畑村       | 畑村           | 明治8年9月5日 波多村     | 波多村                     | 波多村                      | 波多村                       | 波多村                         | 波多村                | 波多村                     | 昭和30年4月1日 掛合町       | 昭和30年4月1日 掛合町             | 平成16年11月1日 雲南市 | 雲南市 |
| 飯 石 郡 | 刀根村     |                | 明治8年9月5日 波多村     | 波多村                     | 波多村                      | 波多村                       | 波多村                         | 波多村                | 波多村                     | 昭和30年4月1日 掛合町       | 昭和30年4月1日 掛合町             | 平成16年11月1日 雲南市 | 雲南市 |
| 飯 石 郡 | 入間村     | 入間村         | 明治8年9月5日 入間村     | 波多村                     | 波多村                      | 波多村                       | 波多村                         | 波多村                | 波多村                     | 昭和30年4月1日 掛合町       | 昭和30年4月1日 掛合町             | 平成16年11月1日 雲南市 | 雲南市 |
| 飯 石 郡 | 竹尾村     |                | 明治8年9月5日 入間村     | 波多村                     | 波多村                      | 波多村                       | 波多村                         | 波多村                | 波多村                     | 昭和30年4月1日 掛合町       | 昭和30年4月1日 掛合町             | 平成16年11月1日 雲南市 | 雲南市 |
| 飯 石 郡 | 穴見村     | 穴見村         | 穴見村                   | 波多村                     | 波多村                      | 波多村                       | 波多村                         | 波多村                | 波多村                     | 昭和30年4月1日 掛合町       | 昭和30年4月1日 掛合町             | 平成16年11月1日 雲南市 | 雲南市 |
| 飯 石 郡 | 六重村     | 六重村         | 六重村                   | 中野村                     | 中野村                      | 中野村                       | 中野村                         | 中野村                | 昭和29年1月20日 三刀屋町   | 三刀屋町                    | 三刀屋町                          | 平成16年11月1日 雲南市 | 雲南市 |
| 飯 石 郡 | 神代村     | 神代村         | 神代村                   | 中野村                     | 中野村                      | 中野村                       | 中野村                         | 中野村                | 昭和29年1月20日 三刀屋町   | 三刀屋町                    | 三刀屋町                          | 平成16年11月1日 雲南市 | 雲南市 |
| 飯 石 郡 | 中野村     | 中野村         | 中野村                   | 中野村                     | 中野村                      | 中野村                       | 中野村                         | 中野村                | 昭和29年1月20日 三刀屋町   | 三刀屋町                    | 三刀屋町                          | 平成16年11月1日 雲南市 | 雲南市 |
| 飯 石 郡 | 須所村     | 須所村         | 須所村                   | 中野村                     | 中野村                      | 中野村                       | 中野村                         | 中野村                | 昭和29年1月20日 三刀屋町   | 三刀屋町                    | 三刀屋町                          | 平成16年11月1日 雲南市 | 雲南市 |
| 飯 石 郡 | 坂本村     | 坂本村         | 坂本村                   | 中野村                     | 中野村                      | 中野村                       | 中野村                         | 中野村                | 昭和29年1月20日 三刀屋町   | 三刀屋町                    | 三刀屋町                          | 平成16年11月1日 雲南市 | 雲南市 |
| 飯 石 郡 | 殿河内村   | 殿河内村       | 殿河内村                 | 鍋山村                     | 鍋山村                      | 鍋山村                       | 鍋山村                         | 鍋山村                | 昭和29年1月20日 三刀屋町   | 三刀屋町                    | 三刀屋町                          | 平成16年11月1日 雲南市 | 雲南市 |
| 飯 石 郡 | 掛合宮内村 | 掛合宮内村     | 明治8年9月5日 乙加宮村   | 鍋山村                     | 鍋山村                      | 鍋山村                       | 鍋山村                         | 鍋山村                | 昭和29年1月20日 三刀屋町   | 三刀屋町                    | 三刀屋町                          | 平成16年11月1日 雲南市 | 雲南市 |
| 飯 石 郡 | 加食田村   |                | 明治8年9月5日 乙加宮村   | 鍋山村                     | 鍋山村                      | 鍋山村                       | 鍋山村                         | 鍋山村                | 昭和29年1月20日 三刀屋町   | 三刀屋町                    | 三刀屋町                          | 平成16年11月1日 雲南市 | 雲南市 |
| 飯 石 郡 | 乙多田村   |                | 明治8年9月5日 乙加宮村   | 鍋山村                     | 鍋山村                      | 鍋山村                       | 鍋山村                         | 鍋山村                | 昭和29年1月20日 三刀屋町   | 三刀屋町                    | 三刀屋町                          | 平成16年11月1日 雲南市 | 雲南市 |
| 飯 石 郡 | 里坊村     | 里坊村         | 里坊村                   | 鍋山村                     | 鍋山村                      | 鍋山村                       | 鍋山村                         | 鍋山村                | 昭和29年1月20日 三刀屋町   | 三刀屋町                    | 三刀屋町                          | 平成16年11月1日 雲南市 | 雲南市 |
| 飯 石 郡 | 根波別所村 | 根波別所村     | 根波別所村               | 鍋山村                     | 鍋山村                      | 鍋山村                       | 鍋山村                         | 鍋山村                | 昭和29年1月20日 三刀屋町   | 三刀屋町                    | 三刀屋町                          | 平成16年11月1日 雲南市 | 雲南市 |
| 飯 石 郡 | 粟谷村     | 粟谷村         | 粟谷村                   | 飯石村                     | 飯石村                      | 飯石村                       | 飯石村                         | 飯石村                | 昭和29年1月20日 三刀屋町   | 三刀屋町                    | 三刀屋町                          | 平成16年11月1日 雲南市 | 雲南市 |
| 飯 石 郡 | 多久和村   | 多久和村       | 多久和村                 | 飯石村                     | 飯石村                      | 飯石村                       | 飯石村                         | 飯石村                | 昭和29年1月20日 三刀屋町   | 三刀屋町                    | 三刀屋町                          | 平成16年11月1日 雲南市 | 雲南市 |
| 飯 石 郡 | 上熊谷村   | 一部           | 明治8年9月5日 上熊谷村   | 飯石村                     | 飯石村                      | 飯石村                       | 飯石村                         | 飯石村                | 昭和29年1月20日 三刀屋町   | 三刀屋町                    | 三刀屋町                          | 平成16年11月1日 雲南市 | 雲南市 |
| 飯 石 郡 | 上熊谷村   | 一部           | 明治8年9月5日 上熊谷村   | 飯石村                     | 飯石村                      | 飯石村                       | 飯石村                         | 飯石村                | 昭和29年1月20日 三刀屋町   | 三刀屋町                    | 昭和32年6月1日 大原郡木次町に編入 | 平成16年11月1日 雲南市 | 雲南市 |
| 飯 石 郡 | 下熊谷村   | 一部           | 明治8年9月5日 下熊谷村   | 三刀屋村                   | 三刀屋村                    | 昭和3年11月1日 町制 三刀屋町 | 昭和3年11月1日 町制 三刀屋町   | 三刀屋町              | 昭和29年1月20日 三刀屋町   | 三刀屋町                    | 昭和32年6月1日 大原郡木次町に編入 | 平成16年11月1日 雲南市 | 雲南市 |
| 飯 石 郡 | 下熊谷村   | 一部           | 明治8年9月5日 下熊谷村   | 三刀屋村                   | 三刀屋村                    | 昭和3年11月1日 町制 三刀屋町 | 昭和3年11月1日 町制 三刀屋町   | 三刀屋町              | 昭和29年1月20日 三刀屋町   | 三刀屋町                    | 三刀屋町                          | 平成16年11月1日 雲南市 | 雲南市 |
| 飯 石 郡 | 三刀屋町   | 三刀屋町       | 三刀屋町                 | 三刀屋村                   | 三刀屋村                    | 昭和3年11月1日 町制 三刀屋町 | 昭和3年11月1日 町制 三刀屋町   | 三刀屋町              | 昭和29年1月20日 三刀屋町   | 三刀屋町                    | 三刀屋町                          | 平成16年11月1日 雲南市 | 雲南市 |
| 飯 石 郡 | 三刀屋村   | 三刀屋村       | 明治8年9月5日 三刀屋村   | 三刀屋村                   | 三刀屋村                    | 昭和3年11月1日 町制 三刀屋町 | 昭和3年11月1日 町制 三刀屋町   | 三刀屋町              | 昭和29年1月20日 三刀屋町   | 三刀屋町                    | 三刀屋町                          | 平成16年11月1日 雲南市 | 雲南市 |
| 飯 石 郡 | 萱原村     |                | 明治8年9月5日 三刀屋村   | 三刀屋村                   | 三刀屋村                    | 昭和3年11月1日 町制 三刀屋町 | 昭和3年11月1日 町制 三刀屋町   | 三刀屋町              | 昭和29年1月20日 三刀屋町   | 三刀屋町                    | 三刀屋町                          | 平成16年11月1日 雲南市 | 雲南市 |
| 飯 石 郡 | 尾崎村     | （字三谷後浜） | 明治8年9月5日 三刀屋村   | 三刀屋村                   | 三刀屋村                    | 昭和3年11月1日 町制 三刀屋町 | 昭和3年11月1日 町制 三刀屋町   | 三刀屋町              | 昭和29年1月20日 三刀屋町   | 三刀屋町                    | 三刀屋町                          | 平成16年11月1日 雲南市 | 雲南市 |
| 飯 石 郡 | 尾崎村     | （本郷地区）   | 明治8年9月5日 古城村     | 一宮村                     | 一宮村                      | 一宮村                       | 昭和16年11月3日 三刀屋町に編入 | 三刀屋町              | 昭和29年1月20日 三刀屋町   | 三刀屋町                    | 三刀屋町                          | 平成16年11月1日 雲南市 | 雲南市 |
| 飯 石 郡 | 案田村     |                | 明治8年9月5日 古城村     | 一宮村                     | 一宮村                      | 一宮村                       | 昭和16年11月3日 三刀屋町に編入 | 三刀屋町              | 昭和29年1月20日 三刀屋町   | 三刀屋町                    | 三刀屋町                          | 平成16年11月1日 雲南市 | 雲南市 |
| 飯 石 郡 | 大谷村     |                | 明治8年9月5日 古城村     | 一宮村                     | 一宮村                      | 一宮村                       | 昭和16年11月3日 三刀屋町に編入 | 三刀屋町              | 昭和29年1月20日 三刀屋町   | 三刀屋町                    | 三刀屋町                          | 平成16年11月1日 雲南市 | 雲南市 |
| 飯 石 郡 | 伊萱村     | 伊萱村         | 伊萱村                   | 一宮村                     | 一宮村                      | 一宮村                       | 昭和16年11月3日 三刀屋町に編入 | 三刀屋町              | 昭和29年1月20日 三刀屋町   | 三刀屋町                    | 三刀屋町                          | 平成16年11月1日 雲南市 | 雲南市 |
| 飯 石 郡 | 給下村     | 給下村         | 給下村                   | 一宮村                     | 一宮村                      | 一宮村                       | 昭和16年11月3日 三刀屋町に編入 | 三刀屋町              | 昭和29年1月20日 三刀屋町   | 三刀屋町                    | 三刀屋町                          | 平成16年11月1日 雲南市 | 雲南市 |
| 飯 石 郡 | 屋内村     | 屋内村         | 明治8年9月5日 高窪村     | 一宮村                     | 一宮村                      | 一宮村                       | 昭和16年11月3日 三刀屋町に編入 | 三刀屋町              | 昭和29年1月20日 三刀屋町   | 三刀屋町                    | 三刀屋町                          | 平成16年11月1日 雲南市 | 雲南市 |
| 飯 石 郡 | 法師田村   |                | 明治8年9月5日 高窪村     | 一宮村                     | 一宮村                      | 一宮村                       | 昭和16年11月3日 三刀屋町に編入 | 三刀屋町              | 昭和29年1月20日 三刀屋町   | 三刀屋町                    | 三刀屋町                          | 平成16年11月1日 雲南市 | 雲南市 |
| 飯 石 郡 | 吉田町     | 吉田町         | 吉田町                   | 吉田村                     | 吉田村                      | 吉田村                       | 吉田村                         | 吉田村                | 昭和29年11月3日 吉田村     | 吉田村                      | 吉田村                            | 平成16年11月1日 雲南市 | 雲南市 |
| 飯 石 郡 | 吉田村     | 吉田村         | 吉田村                   | 吉田村                     | 吉田村                      | 吉田村                       | 吉田村                         | 吉田村                | 昭和29年11月3日 吉田村     | 吉田村                      | 吉田村                            | 平成16年11月1日 雲南市 | 雲南市 |
| 飯 石 郡 | 民谷村     | 民谷村         | 民谷村                   | 吉田村                     | 吉田村                      | 吉田村                       | 吉田村                         | 吉田村                | 昭和29年11月3日 吉田村     | 吉田村                      | 吉田村                            | 平成16年11月1日 雲南市 | 雲南市 |
| 飯 石 郡 | 曽木村     | 曽木村         | 曽木村                   | 田井村                     | 田井村                      | 田井村                       | 田井村                         | 田井村                | 昭和29年11月3日 吉田村     | 吉田村                      | 吉田村                            | 平成16年11月1日 雲南市 | 雲南市 |
| 飯 石 郡 | 上山村     | 上山村         | 上山村                   | 田井村                     | 田井村                      | 田井村                       | 田井村                         | 田井村                | 昭和29年11月3日 吉田村     | 吉田村                      | 吉田村                            | 平成16年11月1日 雲南市 | 雲南市 |
| 飯 石 郡 | 深野村     | 深野村         | 深野村                   | 田井村                     | 田井村                      | 田井村                       | 田井村                         | 田井村                | 昭和29年11月3日 吉田村     | 吉田村                      | 吉田村                            | 平成16年11月1日 雲南市 | 雲南市 |
| 飯 石 郡 | 川手村     | 川手村         | 川手村                   | 田井村                     | 田井村                      | 田井村                       | 田井村                         | 田井村                | 昭和29年11月3日 吉田村     | 吉田村                      | 吉田村                            | 平成16年11月1日 雲南市 | 雲南市 |
| 大 原 郡 | 大東町     | 大東町         | 大東町                   | 大東村                     | 明治36年11月6日 町制 大東町 | 大東町                       | 大東町                         | 昭和26年4月1日 大東町 | 昭和26年4月1日 大東町      | 大東町                      | 大東町                            | 平成16年11月1日 雲南市 | 雲南市 |
| 大 原 郡 | 大東本郷村 | 大東本郷村     | 明治8年9月5日 大東村     | 大東村                     | 明治36年11月6日 町制 大東町 | 大東町                       | 大東町                         | 昭和26年4月1日 大東町 | 昭和26年4月1日 大東町      | 大東町                      | 大東町                            | 平成16年11月1日 雲南市 | 雲南市 |
| 大 原 郡 | 稲村       |                | 明治8年9月5日 大東村     | 大東村                     | 明治36年11月6日 町制 大東町 | 大東町                       | 大東町                         | 昭和26年4月1日 大東町 | 昭和26年4月1日 大東町      | 大東町                      | 大東町                            | 平成16年11月1日 雲南市 | 雲南市 |
| 大 原 郡 | 織部村     |                | 明治8年9月5日 大東村     | 大東村                     | 明治36年11月6日 町制 大東町 | 大東町                       | 大東町                         | 昭和26年4月1日 大東町 | 昭和26年4月1日 大東町      | 大東町                      | 大東町                            | 平成16年11月1日 雲南市 | 雲南市 |
| 大 原 郡 | 大木原村   |                | 明治8年9月5日 大東村     | 大東村                     | 明治36年11月6日 町制 大東町 | 大東町                       | 大東町                         | 昭和26年4月1日 大東町 | 昭和26年4月1日 大東町      | 大東町                      | 大東町                            | 平成16年11月1日 雲南市 | 雲南市 |
| 大 原 郡 | 金坂村     | 金坂村         | 明治8年9月5日 金成村     | 大東村                     | 明治36年11月6日 町制 大東町 | 大東町                       | 大東町                         | 昭和26年4月1日 大東町 | 昭和26年4月1日 大東町      | 大東町                      | 大東町                            | 平成16年11月1日 雲南市 | 雲南市 |
| 大 原 郡 | 成木村     |                | 明治8年9月5日 金成村     | 大東村                     | 明治36年11月6日 町制 大東町 | 大東町                       | 大東町                         | 昭和26年4月1日 大東町 | 昭和26年4月1日 大東町      | 大東町                      | 大東町                            | 平成16年11月1日 雲南市 | 雲南市 |
| 大 原 郡 | 田中村     | 田中村         | 田中村                   | 大東村                     | 明治36年11月6日 町制 大東町 | 大東町                       | 大東町                         | 昭和26年4月1日 大東町 | 昭和26年4月1日 大東町      | 大東町                      | 大東町                            | 平成16年11月1日 雲南市 | 雲南市 |
| 大 原 郡 | 新庄村     | 新庄村         | 新庄村                   | 大東村                     | 明治36年11月6日 町制 大東町 | 大東町                       | 大東町                         | 昭和26年4月1日 大東町 | 昭和26年4月1日 大東町      | 大東町                      | 大東町                            | 平成16年11月1日 雲南市 | 雲南市 |
| 大 原 郡 | 清田村     | 清田村         | 清田村                   | 大東村                     | 明治36年11月6日 町制 大東町 | 大東町                       | 大東町                         | 昭和26年4月1日 大東町 | 昭和26年4月1日 大東町      | 大東町                      | 大東町                            | 平成16年11月1日 雲南市 | 雲南市 |
| 大 原 郡 | 西阿用村   | 西阿用村       | 西阿用村                 | 佐世村                     | 佐世村                      | 佐世村                       | 佐世村                         | 昭和26年4月1日 大東町 | 昭和26年4月1日 大東町      | 大東町                      | 大東町                            | 平成16年11月1日 雲南市 | 雲南市 |
| 大 原 郡 | 大ヶ谷村   | 大ヶ谷村       | 大ヶ谷村                 | 佐世村                     | 佐世村                      | 佐世村                       | 佐世村                         | 昭和26年4月1日 大東町 | 昭和26年4月1日 大東町      | 大東町                      | 大東町                            | 平成16年11月1日 雲南市 | 雲南市 |
| 大 原 郡 | 上佐世村   | 上佐世村       | 上佐世村                 | 佐世村                     | 佐世村                      | 佐世村                       | 佐世村                         | 昭和26年4月1日 大東町 | 昭和26年4月1日 大東町      | 大東町                      | 大東町                            | 平成16年11月1日 雲南市 | 雲南市 |
| 大 原 郡 | 下佐世村   | 下佐世村       | 下佐世村                 | 佐世村                     | 佐世村                      | 佐世村                       | 佐世村                         | 昭和26年4月1日 大東町 | 昭和26年4月1日 大東町      | 大東町                      | 大東町                            | 平成16年11月1日 雲南市 | 雲南市 |
| 大 原 郡 | 前原村     | 前原村         | 前原村                   | 幡屋村                     | 幡屋村                      | 幡屋村                       | 幡屋村                         | 昭和26年4月1日 大東町 | 昭和26年4月1日 大東町      | 大東町                      | 大東町                            | 平成16年11月1日 雲南市 | 雲南市 |
| 大 原 郡 | 仁和寺村   | 仁和寺村       | 仁和寺村                 | 幡屋村                     | 幡屋村                      | 幡屋村                       | 幡屋村                         | 昭和26年4月1日 大東町 | 昭和26年4月1日 大東町      | 大東町                      | 大東町                            | 平成16年11月1日 雲南市 | 雲南市 |
| 大 原 郡 | 幡屋村     | 幡屋村         | 幡屋村                   | 幡屋村                     | 幡屋村                      | 幡屋村                       | 幡屋村                         | 昭和26年4月1日 大東町 | 昭和26年4月1日 大東町      | 大東町                      | 大東町                            | 平成16年11月1日 雲南市 | 雲南市 |
| 大 原 郡 | 遠所村     | 遠所村         | 遠所村                   | 幡屋村                     | 幡屋村                      | 幡屋村                       | 幡屋村                         | 昭和26年4月1日 大東町 | 昭和26年4月1日 大東町      | 大東町                      | 大東町                            | 平成16年11月1日 雲南市 | 雲南市 |
| 大 原 郡 | 畑鵯村     | 畑鵯村         | 畑鵯村                   | 春殖村                     | 春殖村                      | 春殖村                       | 春殖村                         | 昭和26年4月1日 大東町 | 昭和26年4月1日 大東町      | 大東町                      | 大東町                            | 平成16年11月1日 雲南市 | 雲南市 |
| 大 原 郡 | 山田村     | 山田村         | 山田村                   | 春殖村                     | 春殖村                      | 春殖村                       | 春殖村                         | 昭和26年4月1日 大東町 | 昭和26年4月1日 大東町      | 大東町                      | 大東町                            | 平成16年11月1日 雲南市 | 雲南市 |
| 大 原 郡 | 養賀村     | 養賀村         | 養賀村                   | 春殖村                     | 春殖村                      | 春殖村                       | 春殖村                         | 昭和26年4月1日 大東町 | 昭和26年4月1日 大東町      | 大東町                      | 大東町                            | 平成16年11月1日 雲南市 | 雲南市 |
| 大 原 郡 | 飯田村     | 飯田村         | 飯田村                   | 春殖村                     | 春殖村                      | 春殖村                       | 春殖村                         | 昭和26年4月1日 大東町 | 昭和26年4月1日 大東町      | 大東町                      | 大東町                            | 平成16年11月1日 雲南市 | 雲南市 |
| 大 原 郡 | 大東下分村 | 大東下分村     | 明治8年9月5日 大東下分村 | 春殖村                     | 春殖村                      | 春殖村                       | 春殖村                         | 昭和26年4月1日 大東町 | 昭和26年4月1日 大東町      | 大東町                      | 大東町                            | 平成16年11月1日 雲南市 | 雲南市 |
| 大 原 郡 | 針江村     |                | 明治8年9月5日 大東下分村 | 春殖村                     | 春殖村                      | 春殖村                       | 春殖村                         | 昭和26年4月1日 大東町 | 昭和26年4月1日 大東町      | 大東町                      | 大東町                            | 平成16年11月1日 雲南市 | 雲南市 |
| 大 原 郡 | 上久野村   | 上久野村       | 上久野村                 | 阿用村                     | 阿用村                      | 阿用村                       | 阿用村                         | 昭和26年4月1日 大東町 | 昭和26年4月1日 大東町      | 大東町                      | 大東町                            | 平成16年11月1日 雲南市 | 雲南市 |
| 大 原 郡 | 下久野村   | 下久野村       | 下久野村                 | 阿用村                     | 阿用村                      | 阿用村                       | 阿用村                         | 昭和26年4月1日 大東町 | 昭和26年4月1日 大東町      | 大東町                      | 大東町                            | 平成16年11月1日 雲南市 | 雲南市 |
| 大 原 郡 | 川井村     | 川井村         | 川井村                   | 阿用村                     | 阿用村                      | 阿用村                       | 阿用村                         | 昭和26年4月1日 大東町 | 昭和26年4月1日 大東町      | 大東町                      | 大東町                            | 平成16年11月1日 雲南市 | 雲南市 |
| 大 原 郡 | 東阿用村   | 東阿用村       | 東阿用村                 | 阿用村                     | 阿用村                      | 阿用村                       | 阿用村                         | 昭和26年4月1日 大東町 | 昭和26年4月1日 大東町      | 大東町                      | 大東町                            | 平成16年11月1日 雲南市 | 雲南市 |
| 大 原 郡 | 岡村       | 岡村           | 岡村                     | 阿用村                     | 阿用村                      | 阿用村                       | 阿用村                         | 昭和26年4月1日 大東町 | 昭和26年4月1日 大東町      | 大東町                      | 大東町                            | 平成16年11月1日 雲南市 | 雲南市 |
| 大 原 郡 | 阿用下分村 | 阿用下分村     | 阿用下分村               | 阿用村                     | 阿用村                      | 阿用村                       | 阿用村                         | 昭和26年4月1日 大東町 | 昭和26年4月1日 大東町      | 大東町                      | 大東町                            | 平成16年11月1日 雲南市 | 雲南市 |
| 大 原 郡 | 塩田村     | 塩田村         | 塩田村                   | 海潮村                     | 海潮村                      | 海潮村                       | 海潮村                         | 海潮村                | 海潮村                     | 昭和31年4月1日 大東町に編入 | 大東町                            | 平成16年11月1日 雲南市 | 雲南市 |
| 大 原 郡 | 北村       | 北村           | 北村                     | 海潮村                     | 海潮村                      | 海潮村                       | 海潮村                         | 海潮村                | 海潮村                     | 昭和31年4月1日 大東町に編入 | 大東町                            | 平成16年11月1日 雲南市 | 雲南市 |
| 大 原 郡 | 南村       | 南村           | 南村                     | 海潮村                     | 海潮村                      | 海潮村                       | 海潮村                         | 海潮村                | 海潮村                     | 昭和31年4月1日 大東町に編入 | 大東町                            | 平成16年11月1日 雲南市 | 雲南市 |
| 大 原 郡 | 小河内村   | 小河内村       | 小河内村                 | 海潮村                     | 海潮村                      | 海潮村                       | 海潮村                         | 海潮村                | 海潮村                     | 昭和31年4月1日 大東町に編入 | 大東町                            | 平成16年11月1日 雲南市 | 雲南市 |
| 大 原 郡 | 刈畑村     | 刈畑村         | 刈畑村                   | 海潮村                     | 海潮村                      | 海潮村                       | 海潮村                         | 海潮村                | 海潮村                     | 昭和31年4月1日 大東町に編入 | 大東町                            | 平成16年11月1日 雲南市 | 雲南市 |
| 大 原 郡 | 山王寺村   | 山王寺村       | 山王寺村                 | 海潮村                     | 海潮村                      | 海潮村                       | 海潮村                         | 海潮村                | 海潮村                     | 昭和31年4月1日 大東町に編入 | 大東町                            | 平成16年11月1日 雲南市 | 雲南市 |
| 大 原 郡 | 薦沢村     | 薦沢村         | 薦沢村                   | 海潮村                     | 海潮村                      | 海潮村                       | 海潮村                         | 海潮村                | 海潮村                     | 昭和31年4月1日 大東町に編入 | 大東町                            | 平成16年11月1日 雲南市 | 雲南市 |
| 大 原 郡 | 篠谷村     | 篠谷村         | 明治8年9月5日 篠淵村     | 海潮村                     | 海潮村                      | 海潮村                       | 海潮村                         | 海潮村                | 海潮村                     | 昭和31年4月1日 大東町に編入 | 大東町                            | 平成16年11月1日 雲南市 | 雲南市 |
| 大 原 郡 | 箱淵村     |                | 明治8年9月5日 篠淵村     | 海潮村                     | 海潮村                      | 海潮村                       | 海潮村                         | 海潮村                | 海潮村                     | 昭和31年4月1日 大東町に編入 | 大東町                            | 平成16年11月1日 雲南市 | 雲南市 |
| 大 原 郡 | 中屋村     | 中屋村         | 明治8年9月5日 中湯石村   | 海潮村                     | 海潮村                      | 海潮村                       | 海潮村                         | 海潮村                | 海潮村                     | 昭和31年4月1日 大東町に編入 | 大東町                            | 平成16年11月1日 雲南市 | 雲南市 |
| 大 原 郡 | 湯村       |                | 明治8年9月5日 中湯石村   | 海潮村                     | 海潮村                      | 海潮村                       | 海潮村                         | 海潮村                | 海潮村                     | 昭和31年4月1日 大東町に編入 | 大東町                            | 平成16年11月1日 雲南市 | 雲南市 |
| 大 原 郡 | 飛石村     |                | 明治8年9月5日 中湯石村   | 海潮村                     | 海潮村                      | 海潮村                       | 海潮村                         | 海潮村                | 海潮村                     | 昭和31年4月1日 大東町に編入 | 大東町                            | 平成16年11月1日 雲南市 | 雲南市 |
| 大 原 郡 | 諏訪村     | 諏訪村         | 明治8年9月5日 諏訪村     | 海潮村                     | 海潮村                      | 海潮村                       | 海潮村                         | 海潮村                | 海潮村                     | 昭和31年4月1日 大東町に編入 | 大東町                            | 平成16年11月1日 雲南市 | 雲南市 |
| 大 原 郡 | 引坂村     |                | 明治8年9月5日 諏訪村     | 海潮村                     | 海潮村                      | 海潮村                       | 海潮村                         | 海潮村                | 海潮村                     | 昭和31年4月1日 大東町に編入 | 大東町                            | 平成16年11月1日 雲南市 | 雲南市 |
| 大 原 郡 | 加茂中村   | 加茂中村       | 加茂中村                 | 加茂村                     | 加茂村                      | 昭和4年10月2日 町制 加茂町   | 昭和9年5月1日 加茂町           | 加茂町                | 加茂町                     | 加茂町                      | 加茂町                            | 平成16年11月1日 雲南市 | 雲南市 |
| 大 原 郡 | 大西村     | 大西村         | 大西村                   | 加茂村                     | 加茂村                      | 昭和4年10月2日 町制 加茂町   | 昭和9年5月1日 加茂町           | 加茂町                | 加茂町                     | 加茂町                      | 加茂町                            | 平成16年11月1日 雲南市 | 雲南市 |
| 大 原 郡 | 近松村     | 近松村         | 近松村                   | 加茂村                     | 加茂村                      | 昭和4年10月2日 町制 加茂町   | 昭和9年5月1日 加茂町           | 加茂町                | 加茂町                     | 加茂町                      | 加茂町                            | 平成16年11月1日 雲南市 | 雲南市 |
| 大 原 郡 | 立原村     | 立原村         | 立原村                   | 加茂村                     | 加茂村                      | 昭和4年10月2日 町制 加茂町   | 昭和9年5月1日 加茂町           | 加茂町                | 加茂町                     | 加茂町                      | 加茂町                            | 平成16年11月1日 雲南市 | 雲南市 |
| 大 原 郡 | 東谷村     | 東谷村         | 東谷村                   | 屋裏村                     | 屋裏村                      | 屋裏村                       | 昭和9年5月1日 加茂町           | 加茂町                | 加茂町                     | 加茂町                      | 加茂町                            | 平成16年11月1日 雲南市 | 雲南市 |
| 大 原 郡 | 岩倉村     | 岩倉村         | 岩倉村                   | 屋裏村                     | 屋裏村                      | 屋裏村                       | 昭和9年5月1日 加茂町           | 加茂町                | 加茂町                     | 加茂町                      | 加茂町                            | 平成16年11月1日 雲南市 | 雲南市 |
| 大 原 郡 | 猪尾村     | 猪尾村         | 猪尾村                   | 屋裏村                     | 屋裏村                      | 屋裏村                       | 昭和9年5月1日 加茂町           | 加茂町                | 加茂町                     | 加茂町                      | 加茂町                            | 平成16年11月1日 雲南市 | 雲南市 |
| 大 原 郡 | 大崎村     | 大崎村         | 大崎村                   | 屋裏村                     | 屋裏村                      | 屋裏村                       | 昭和9年5月1日 加茂町           | 加茂町                | 加茂町                     | 加茂町                      | 加茂町                            | 平成16年11月1日 雲南市 | 雲南市 |
| 大 原 郡 | 延野村     | 延野村         | 延野村                   | 屋裏村                     | 屋裏村                      | 屋裏村                       | 昭和9年5月1日 加茂町           | 加茂町                | 加茂町                     | 加茂町                      | 加茂町                            | 平成16年11月1日 雲南市 | 雲南市 |
| 大 原 郡 | 大竹村     | 大竹村         | 大竹村                   | 屋裏村                     | 屋裏村                      | 屋裏村                       | 昭和9年5月1日 加茂町           | 加茂町                | 加茂町                     | 加茂町                      | 加茂町                            | 平成16年11月1日 雲南市 | 雲南市 |
| 大 原 郡 | 新宮村     | 新宮村         | 新宮村                   | 屋裏村                     | 屋裏村                      | 屋裏村                       | 昭和9年5月1日 加茂町           | 加茂町                | 加茂町                     | 加茂町                      | 加茂町                            | 平成16年11月1日 雲南市 | 雲南市 |
| 大 原 郡 | 砂子原村   | 砂子原村       | 砂子原村                 | 屋裏村                     | 屋裏村                      | 屋裏村                       | 昭和9年5月1日 加茂町           | 加茂町                | 加茂町                     | 加茂町                      | 加茂町                            | 平成16年11月1日 雲南市 | 雲南市 |
| 大 原 郡 | 宇治村     | 宇治村         | 宇治村                   | 神原村                     | 神原村                      | 神原村                       | 昭和9年5月1日 加茂町           | 加茂町                | 加茂町                     | 加茂町                      | 加茂町                            | 平成16年11月1日 雲南市 | 雲南市 |
| 大 原 郡 | 三代村     | 三代村         | 三代村                   | 神原村                     | 神原村                      | 神原村                       | 昭和9年5月1日 加茂町           | 加茂町                | 加茂町                     | 加茂町                      | 加茂町                            | 平成16年11月1日 雲南市 | 雲南市 |
| 大 原 郡 | 神原村     | 神原村         | 神原村                   | 神原村                     | 神原村                      | 神原村                       | 昭和9年5月1日 加茂町           | 加茂町                | 加茂町                     | 加茂町                      | 加茂町                            | 平成16年11月1日 雲南市 | 雲南市 |
| 大 原 郡 | 南加茂村   | 南加茂村       | 南加茂村                 | 神原村                     | 神原村                      | 神原村                       | 昭和9年5月1日 加茂町           | 加茂町                | 加茂町                     | 加茂町                      | 加茂町                            | 平成16年11月1日 雲南市 | 雲南市 |
| 大 原 郡 | 木次町     | 木次町         | 木次町                   | 木次村                     | 明治24年4月1日 町制 木次町  | 木次町                       | 木次町                         | 昭和26年4月1日 木次町 | 昭和26年4月1日 木次町      | 昭和30年3月3日 雲南木次町   | 昭和32年5月3日 改称 木次町        | 平成16年11月1日 雲南市 | 雲南市 |
| 大 原 郡 | 木次村     | 木次村         | 木次村                   | 木次村                     | 明治24年4月1日 町制 木次町  | 木次町                       | 木次町                         | 昭和26年4月1日 木次町 | 昭和26年4月1日 木次町      | 昭和30年3月3日 雲南木次町   | 昭和32年5月3日 改称 木次町        | 平成16年11月1日 雲南市 | 雲南市 |
| 大 原 郡 | 里方村     | 里方村         | 明治17年 斐伊村          | 木次村                     | 明治24年4月1日 分立 斐伊村  | 斐伊村                       | 斐伊村                         | 昭和26年4月1日 木次町 | 昭和26年4月1日 木次町      | 昭和30年3月3日 雲南木次町   | 昭和32年5月3日 改称 木次町        | 平成16年11月1日 雲南市 | 雲南市 |
| 大 原 郡 | 山方村     |                | 明治17年 斐伊村          | 木次村                     | 明治24年4月1日 分立 斐伊村  | 斐伊村                       | 斐伊村                         | 昭和26年4月1日 木次町 | 昭和26年4月1日 木次町      | 昭和30年3月3日 雲南木次町   | 昭和32年5月3日 改称 木次町        | 平成16年11月1日 雲南市 | 雲南市 |
| 大 原 郡 | 東日登村   | 東日登村       | 東日登村                 | 日登村                     | 日登村                      | 日登村                       | 日登村                         | 日登村                | 日登村                     | 昭和30年3月3日 雲南木次町   | 昭和32年5月3日 改称 木次町        | 平成16年11月1日 雲南市 | 雲南市 |
| 大 原 郡 | 西日登村   | 西日登村       | 西日登村                 | 日登村                     | 日登村                      | 日登村                       | 日登村                         | 日登村                | 日登村                     | 昭和30年3月3日 雲南木次町   | 昭和32年5月3日 改称 木次町        | 平成16年11月1日 雲南市 | 雲南市 |
| 大 原 郡 | 寺領村     | 寺領村         | 寺領村                   | 日登村                     | 日登村                      | 日登村                       | 日登村                         | 日登村                | 日登村                     | 昭和30年3月3日 雲南木次町   | 昭和32年5月3日 改称 木次町        | 平成16年11月1日 雲南市 | 雲南市 |
| 大 原 郡 | 宇谷村     | 宇谷村         | 宇谷村                   | 日登村                     | 日登村                      | 日登村                       | 日登村                         | 日登村                | 日登村                     | 昭和30年3月3日 雲南木次町   | 昭和32年5月3日 改称 木次町        | 平成16年11月1日 雲南市 | 雲南市 |
| 仁 多 郡 | 湯村       | 湯村           | 明治8年9月5日 湯村       | 温泉村                     | 温泉村                      | 温泉村                       | 温泉村                         | 温泉村                | 温泉村                     | 昭和30年3月3日 雲南木次町   | 昭和32年5月3日 改称 木次町        | 平成16年11月1日 雲南市 | 雲南市 |
| 仁 多 郡 | 槻屋村     |                | 明治8年9月5日 湯村       | 温泉村                     | 温泉村                      | 温泉村                       | 温泉村                         | 温泉村                | 温泉村                     | 昭和30年3月3日 雲南木次町   | 昭和32年5月3日 改称 木次町        | 平成16年11月1日 雲南市 | 雲南市 |
| 仁 多 郡 | 平田村     | 平田村         | 明治8年9月5日 平田村     | 温泉村                     | 温泉村                      | 温泉村                       | 温泉村                         | 温泉村                | 温泉村                     | 昭和30年3月3日 雲南木次町   | 昭和32年5月3日 改称 木次町        | 平成16年11月1日 雲南市 | 雲南市 |
| 仁 多 郡 | 尾原村     |                | 明治8年9月5日 平田村     | 温泉村                     | 温泉村                      | 温泉村                       | 温泉村                         | 温泉村                | 温泉村                     | 昭和30年3月3日 雲南木次町   | 昭和32年5月3日 改称 木次町        | 平成16年11月1日 雲南市 | 雲南市 |
| 仁 多 郡 | 石村       |                | 明治8年9月5日 平田村     | 温泉村                     | 温泉村                      | 温泉村                       | 温泉村                         | 温泉村                | 温泉村                     | 昭和30年3月3日 雲南木次町   | 昭和32年5月3日 改称 木次町        | 平成16年11月1日 雲南市 | 雲南市 |
| 仁 多 郡 | 北原村     | 北原村         | 明治8年9月5日 北原村     | 温泉村                     | 温泉村                      | 温泉村                       | 温泉村                         | 温泉村                | 温泉村                     | 昭和30年3月3日 雲南木次町   | 昭和32年5月3日 改称 木次町        | 平成16年11月1日 雲南市 | 雲南市 |
| 仁 多 郡 | 下布施村   |                | 明治8年9月5日 北原村     | 温泉村                     | 温泉村                      | 温泉村                       | 温泉村                         | 温泉村                | 温泉村                     | 昭和30年3月3日 雲南木次町   | 昭和32年5月3日 改称 木次町        | 平成16年11月1日 雲南市 | 雲南市 |

## 行政
- 市長：石飛厚志（2021年1月31日就任、1期目）

| 代   | 氏名     | 就任年月日     | 退任年月日     | 備考             |
| ---- | -------- | -------------- | -------------- | ---------------- |
| 初代 | 速水雄一 | 2004年11月28日 | 2020年11月27日 | 旧加茂町長       |
| 2代  | 原仁史   | 2020年11月28日 | 2020年12月18日 | 不祥事により辞職 |
| -    | 吉山治   | 2020年12月18日 | 2021年1月31日  | 職務代理         |
| 3代  | 石飛厚志 | 2021年1月31日  | 現職           |                  |

### 庁舎

#### 市役所
- 本庁舎 - 政策企画部、総務部、市民環境部、健康福祉部、子ども政策局、農林振興部、産業観光部、建設部、会計課、議会事務局、農業委員会、教育委員会 （〒699-1392 雲南市木次町里方521番地1）
- 里方分庁舎 - 総務部情報システム課、市民環境部国土調査課、教育委員会文化財課 （〒699-1311　雲南市木次町里方952番地5）
- 水道局 - 水道局、上下水道部 （〒699-1333　雲南市木次町下熊谷1107番地）

#### 総合センター
- 大東総合センター - 自治振興課、市民福祉課 （〒699-1251 雲南市大東町大東1038番地）
- 加茂総合センター - 自治振興課、市民福祉課 （〒699-1134 雲南市加茂町加茂中972番地5）
- 木次総合センター - 自治振興課、市民福祉課 （〒699-1306 雲南市木次町新市379番地）
- 三刀屋総合センター - 自治振興課、市民福祉課 （〒690-2404 雲南市三刀屋町三刀屋144番地1）
- 吉田総合センター - 自治振興課、市民福祉課 （〒690-2801 雲南市吉田町吉田1066番地）
- 掛合総合センター - 自治振興課、市民福祉課 （〒690-2701 雲南市掛合町掛合2151番地1）

### 国の行政機関
- 島根森林管理署木次森林事務所
- 島根労働局 - 雲南公共職業安定所、雲南労働基準監督署
- 広島国税局大東税務署
- 雲南区検察庁

### 県の行政機関
- 島根県東部県民センター雲南事務所
- 島根県東部農林水産振興センター雲南事務所
- 島根県雲南県土整備事務所
- 島根県雲南保健所
- 島根県住宅供給公社雲南住宅管理事務所

## 司法
- 松江家庭裁判所雲南出張所
- 雲南簡易裁判所

## 経済

### 商業施設
ショッピングセンター
- マルシェリーズ
- グリーンシティー
- スーパーセンタートライアル雲南店

スーパーマーケット
- Aコープ
- グッディー
- みしまや
- フーズマーケット ホック

家電量販店
- エディオン

ホームセンター
- ジュンテンドー
- いない
- コメリ
- ナフコ

ドラッグストア
- ウェルネス
- コスモス

### 主要企業
- 島根三洋電機本社･工場
- ホシザキ島根工場
- 島根ナカバヤシ掛合工場
- NTN鋳造木次工場
- ネスター島根工場
- 島根イーグル本社・工場
- デルタ・シー・アンド・エス雲南工場
- 日本コルマー株式会社出雲工場

## 姉妹都市・提携都市

### 姉妹都市
- リッチモンド市 （アメリカ合衆国インディアナ州）

### 教育

#### 小学校
- 雲南市立阿用小学校
- 雲南市立海潮小学校
- 雲南市立佐世小学校
- 雲南市立大東小学校
- 雲南市立西小学校
- 雲南市立加茂小学校
- 雲南市立木次小学校
- 雲南市立寺領小学校
- 雲南市立西日登小学校
- 雲南市立斐伊小学校
- 雲南市立鍋山小学校
- 雲南市立三刀屋小学校
- 雲南市立吉田小学校
- 雲南市立田井小学校
- 雲南市立掛合小学校

#### 中学校
- 雲南市立大東中学校
- 雲南市立加茂中学校
- 雲南市立木次中学校
- 雲南市立三刀屋中学校
- 雲南市立吉田中学校
- 雲南市立掛合中学校

#### 高等学校
- 島根県立三刀屋高等学校
  - 島根県立三刀屋高等学校掛合分校
- 島根県立大東高等学校

## 交通

### 鉄道路線
西日本旅客鉄道（JR西日本）
- 木次線
  - 加茂中駅 - 幡屋駅 - 出雲大東駅 - 南大東駅 - 木次駅 - 日登駅 - 下久野駅
- 中心となる駅：木次駅

### 道路
高速道路
- 松江自動車道：雲南吉田IC - 吉田掛合IC - 三刀屋木次IC - 雲南加茂スマートIC

国道
- 国道54号
- 国道314号

県道
- 島根県道24号松江木次線
- 島根県道25号玉湯吾妻山線
- 島根県道26号出雲三刀屋線
- 島根県道38号掛合上阿井線
- 島根県道39号湖陵掛合線
- 島根県道40号川本波多線
- 島根県道45号安来木次線
- 島根県道51号出雲奥出雲線
- 島根県道53号大東東出雲線
- 島根県道156号木次横田線
- 島根県道157号出雲大東線
- 島根県道176号掛合大東線
- 島根県道185号三刀屋佐田線
- 島根県道197号木次直江停車場線
- 島根県道214号加茂中停車場線
- 島根県道215号木次停車場線
- 島根県道216号下久野停車場線
- 島根県道267号海潮宍道線
- 島根県道268号上久野大東線
- 島根県道269号吉田奥出雲線
- 島根県道271号稗原木次線
- 島根県道272号吉田三刀屋線
- 島根県道273号吉田頓原線
- 島根県道283号宮内掛合線
- 島根県道325号佐田八神線
- 島根県道332号三刀屋木次インター線
- 島根県道336号吉田掛合インター線

#### 道の駅
- 掛合の里
- たたらば壱番地
- さくらの里きすき
- おろちの里

### バス路線
高速バス
- JRバス中国・JR九州バス：出雲ドリーム博多号（福岡・北九州～雲南・松江・出雲）
- 広島電鉄・一畑バス：グランドアロー号（広島～三次～雲南～松江）
- 中国ジェイアールバス・一畑バス：みこと号（広島～三次～雲南～出雲）

一般路線バス
- 雲南市民バス
- 谷本ハイヤー：出雲市駅 - 三刀屋バスセンター
- スサノオ観光：出雲市駅 - 根波車庫
- 飯南町生活路線バス：赤名 - たたらば壱番地

## 通信

### 電話番号
市外局番は、大東・加茂・木次・三刀屋地区が0854（40～59）、掛合・吉田地区が0854（60～79） となっている。ただし、天気予報は0852-177である。
- 0854エリア
  - 木次営業所管轄(40,42)
  - 木次大東電話交換所管轄(43)
  - 三刀屋電話交換所管轄(45)
  - 大東久野電話交換所管轄(47)
  - 温泉電話交換所管轄(48)
  - 加茂電話交換所管轄(49)
  - 掛合電話交換所管轄(62)
  - 波多電話交換所管轄(64)
  - 掛合吉田電話交換所管轄(74)
  - 田井電話交換所管轄(75)

### 郵便番号
郵便番号と担当する郵便局は以下の通りとなっている。おおむね旧町村ごととなっている。
- 三刀屋郵便局:690-24xx、690-25xx[注 6]、690-26xx[注 7]
- 掛合郵便局:690-27xx
- 吉田郵便局:690-28xx、690-23xx[注 8]
- 木次郵便局:699-13xx
- 出雲大東郵便局:699-12xx、699-11xx[注 9]

## 名所・旧跡・観光スポット・祭事・催事

### 名所・旧跡・観光スポット
- 三刀屋城 - 県指定史跡
- 海潮温泉
- 斐伊川河川敷公園
- 加茂岩倉遺跡
- 出雲湯村温泉
- 龍頭八重滝 - 日本の滝百選
  - 龍頭が滝
  - 八重滝
- 斐伊川堤防桜並木 - 日本さくら名所100選
- 尾原ダム
- 加茂中央公園
- かけや酒蔵資料館・竹下登記念館

### コンサート・コンベンション施設
- 雲南市加茂文化ホール ラメール
- 雲南市三刀屋文化体育館 アスパル
- チェリヴァホール

## 著名な出身者
政治家
- 景山俊太郎（元参議院議員）
- 竹下登（元内閣総理大臣他、旧掛合町）
- 竹下亘（元衆議院議員・元復興大臣、旧掛合町）
- 樽床伸二（元衆議院議員・元総務大臣・沖縄･北方担当大臣）
- 田部長右衛門 (23代)（島根県知事・衆議院議員・実業家）
- 速水雄一（元雲南市長、旧加茂町）
- 原仁史（元雲南市長）

その他
- 永井隆（医学博士）
- 南Q太（漫画家）
- 古居みずえ（フォトジャーナリスト・映画監督）
- 野々村直通（高校野球指導者）
- 江角英明（俳優・声優・ナレーター）
- 世良譲（ジャズピアニスト）
- 大津田裕美（ナレーター・ラジオパーソナリティ）
- 木野村尚子（山陰放送アナウンサー）
- 福山博之（元プロ野球選手、東北楽天ゴールデンイーグルスチームスタッフ）
- 糸原健斗（プロ野球選手、阪神タイガース所属）
- 坂本弘（競泳選手、1980年モスクワ・84年ロス日本代表）

## 雲南市を舞台とした作品
- 曲「吹奏楽のための『青雲』」（母里由美子〔六子〕作曲）
- 小説『火神被殺』（1970年、松本清張） - 出雲湯村温泉近くで発生した殺人事件を描く。
- 映画『うん、何?』（2008年）
- ドラマMR.BRAIN第6話(2009年6月27日)